# Cornelis Willaerts
Cornelis Adamszoon Willaerts (Utrecht, 1600 – Utrecht, 1666) è stato un pittore olandese del secolo d'oro.

## Biografia
Figlio di Adam Willaerts e fratello di Abraham e Isaac, fu istruito nell'arte della pittura dal padre. Nel 1622 entrò a far parte della Corporazione di San Luca di Utrecht, secondo alcuni come apprendista, secondo altri come maestro.
Si dedicò alla rappresentazione di soggetti mitologici, storici, ritratti, paesaggi, in particolare marine e vedute di spiagge o arricchiti da figure mitologiche.
Il suo stile e i soggetti da lui dipinti presentano reminiscenze dell'arte di Cornelis van Poelenburch.
Da non confondersi con l'omonimo pittore di Bruges del XV secolo.

## Opere
- Bacco e Arianna, Museo dell'Ermitage, San Pietroburgo[3]
- Paesaggio con l'ospedale di San Giobbe, 1636[2]
- Perseo e Andromeda, olio su tavola, 34,5 x 57,8 cm, 1658, firmato[6]
- Il ritrovamento di Mosè, olio su tela, 34,3 x 54,6 cm, firmato
- Un pastore alla fonte, olio su tela, 34,3 x 54,6 cm, firmato, in coppia con Il ritrovamento di Mosè